# Fermoselle
Fermoselle település Spanyolországban,  Zamora tartományban. Fermoselle Villar del Buey, Almendra, Trabanca, Villarino de los Aires, Mogadouro és Miranda do Douro községekkel határos. Lakosainak száma 1149 fő (2024).

## Népesség
A település népessége az utóbbi években az alábbiak szerint változott:
| Lakosok száma | 1625 | 1552 | 1482 | 1488 | 1450 | 1337 | 1262 | 1206 | 1128 | 1149 |
|               | 2001 | 2004 | 2007 | 2009 | 2012 | 2014 | 2017 | 2019 | 2022 | 2024 |